# 5-MeO-DALT
5-MeO-DALT（5-甲氧基-N,N-二烯丙基色胺）是一种色胺衍生物，化学式为C17H22N2O，可作为迷幻药物，由亚历山大·舒尔金开发。